# Stronach (Michigan)
Stronach – jednostka osadnicza w Stanach Zjednoczonych, w stanie Michigan, w hrabstwie Manistee.